# Igangværende væbnede konflikter
Dette er en liste over nuværende væbnede konflikter.

## 10.000 eller flere dødsfald i år eller i 2024
| Konflikt                                                                                           | Kontinent | Land                                                         | Dødsfald i 2024 | Dødsfald i 2025 | Beskrivelse                                                              |
| -------------------------------------------------------------------------------------------------- | --------- | ------------------------------------------------------------ | --------------- | --------------- | ------------------------------------------------------------------------ |
| Den russisk-ukrainske krig - Ruslands invasion af Ukraine 2022                                     | Europa    | Ukraine                                                      | 77.633          |                 | Start af konflikt: 2014. Se også Krigen i Donbass.                       |
| Den israelsk-palæstinensiske konflikt - Konflikten mellem Gaza og Israel - Israel-Hamaskrigen 2023 | Asien     | Palæstina · Israel                                           | 30.386          |                 | Dødsfald totalt:                                                         |
| Væbnede konflikter i Myanmar (en) - Konflikten i Kachin - Karen-konflikten - Rohingya-konflikten   | Asien     | Myanmar                                                      | 19.715          |                 | Dødsfald totalt: 141.000–210.000 Start af konflikt: 1948                 |
| Oprøret i Maghreb - Oprøret i Sahel - Konflikten i det nordlige Mali - IS-oprøret i Tunesien       | Afrika    | Algeriet · Burkina Faso · Libyen · Mali · Niger · Tunesien · | 20.667          |                 | Dødsfald totalt: 29.000+. Start af konflikt: 2002. Se Maghreb. Se Sahel. |
| Krigen i Sudan                                                                                     | Afrika    | Sudan                                                        | 16.575          |                 |                                                                          |
| Borgerkrigen i Etiopien - Konflikten i Afar og Somali - Konflikten i Oromia - OLA-oprøret          | Afrika    | Eritrea · Etiopien                                           | 10.179          |                 | Dødsfald totalt: 385.000–800.000. Start af konflikt: 2018                |

## Færre end 10.000 dødsfald i år eller i 2024
| Konflikt | Kontinent   | Land                       | Dødsfald i 2024 | Dødsfald i 2025 | Beskrivelse |
| --- | ----------- | -------------------------- | --------------- | --------------- | --- |
| Narkotikakrigen i Mexico | Nordamerika | Mexico                     | 8.260           |                 | Dødsfald totalt: 62.000 er blevet dræbt (pr. 2020'erne). Start af konflikt: 2006. |
| Syrien-borgerkrigen | Asien       | Syrien · Libanon · Tyrkiet | 6.887           |                 | Dødsfald totalt: 500.000–606.000+. Start af konflikt: 2011. |
| Somalia-borgerkrigen - Las Anod-konflikten | Afrika      | Somalia · Kenya            | 6.206           |                 | Dødsfald totalt: 506.000+ Start af konflikt: 1991. |
| Bandekrigen i Haiti |             | Haiti                      | 5.601           |                 | |
| Borgerkrigen i Congo: - Katanga-oprøret - Oprøret til Lord's Resistance Army - Allied Democratic Forces-oprøret - Konflikten i Nord- og Sydkivu - Konflikten i Ituri-provinsen - M23 offensive - Western DR Congo clashes |             | DR Congo                   | 4.471           | 1.150           | Se M23 (oprørsgruppe). Konflikten i Ituri-provinsen: Lendu- og Hema-samfundene (herrerne) "har en" fejde som førte til at tusindvis blev dræbt mellem 1999 og 2003, før en europeisk fredsbevarende styrke greb ind; Volden blussede op igen i 2017, meget på grund af fremvæksten af Codeco. Codeco (Cooperative for Development of the Congo) er en politisk-religiøs koalition, som hævder at repræsentere den etniske gruppe Lendus interesser. |
| Sekteriske konflikter i Nigeria - Boko Haram-oprøret (Se Boko Haram) | Afrika      | Nigeria                    | 3.374           |                 | Dødsfald totalt: 17.156. Start af konflikt: 1998. |
| Konflikten i Afghanistan - Konflikten mellem IS og Taliban - Panjshir-konflikten - Grænsetræfninger mellem Afghanistan og Pakistan                                                                                        | Asien       | Afghanistan                | 3.208+          |                 | Dødsfald totalt: 1.450.000–2.084.468. Start af konflikt: 1978. Den afghansk-sovjetiske krig sluttede i 1989. Krigen i Afghanistan sluttede i 2021. |
| Konflikten i Colombia | Sydamerika  | Colombia                   | 2.273           |                 | Dødsfald totalt: 221.000+. Start af konflikt: 1964. |
| Den anglofone krise | Afrika      | Cameroun                   | 2.228           |                 | Dødsfald totalt: 6,000+ (pr. 2020'erne) |
| * Yemen-borgerkrigen - Den militære intervention - Al-Qaeda oprøret i Yemen - Sydyemen-oprøret - Operation Prosperity Guardian                                                                                            | Asien       | Yemen · Saudi Arabien      | 1.826           |                 | Dødsfald totalt (Yemen-krisen): 377.000. Start af konflikt: 2011. Den 4. februar 2021 meddelte USAs præsident Joe Biden at USA vil standse støtten til den saudiarabisk ledede krigsførelse i Yemen. |

### Færre end 1.000 dødsfald i år eller i 2023
| Konflikt | Kontinent   | Land                             | Dødsfald i 2023         | Dødsfald i 2024 | Beskrivelse | |
| --- | ----------- | -------------------------------- | ----------------------- | --------------- | --- | --- |
| Irak-konflikten | Asien       | Irak                             | 962                     |                 | Dødsfald totalt: 328,000–1,215,000+. Start af konflikt: 2003. Se også Irakiske borgerkrig | |
| Internal conflict in Bangladesh - Chittagong Hill Tracts conflict | Asien       | Bangladesh                       | 925                     |                 | | |
| Baluchistan-konflikten - Konflikten i Sistan og Baluchistan | Asien       | Pakistan · Iran                  | 860+                    |                 | Dødsfald totalt: 20.289–20.589+ | |
| Oprør i Indien - Oprøret i Nordøstindien - Naxalitternes oprør (Naxalite–Maoist insurgency) - Kashmir-konflikten                                                                                    | Asien       | India                            | 850                     |                 | Oprøret i Nordøstindien: på den ene side i konflikten står Indien, Myanmar, Bhutan og Bangladesh. På den anden side står NDFB, NSCN, ULFA (I), PLA, UNLF, PREPAK, KLO, KCP, KYKL, GNLA, MPLF, NLFT, ATTF, PDCK, AQIS, JMB | |
| Oprøret i Cabo Delgado | Afrika      | Mozambique · Tanzania            | 693                     |                 | Start af konflikt: 2017. Se Cabo Delgado (provins) | |
| Konflikter mellem Indien og Pakistan - Kashmir-konflikten | Asien       | India · Pakistan                 | 680                     |                 | Dødsfald totalt: 200.000–2.000.000. Siden Indiens deling i august 1947, der resulterede i oprettelsen af Republikken Indien og Den Islamiske Republik Pakistan, er der opstået flere Konflikter mellem Indien og Pakistan, herunder tre større krige, en mindre krig og en række væbnede træfninger mellem de to lande. Bortset fra den Den indisk-pakistanske krig i 1971, der tog sit afsæt i Bangladesh’ (Østpakistans) løsrivelse fra Pakistan, har alle konflikterne haft afsæt i uenigheden om den omstridte region Kashmir. | |
| Borgerkrigen i Den Centralafrikanske Republik | Afrika      | Centralafrikanske Republik       | 663                     |                 | Dødsfald totalt: 9.000+. Start af konflikt 2012. Siden statskuppet i 2013 "har vold og kampe mellem rivaliserende militser præget landet", skriver medierne; "FN overtog [... i 2014] ledelsen af de fredsbevarende afrikanske styrker [ MINUSCA] i landet", skriver medierne. | |
| Civil conflict in the Philippines - Kommunistoprøret i Filippinerne - Narkotikakrigen i Filippinerne - Konflikten mellem oprørsgrupper blandt Moro-folket og Filippinernes regering (Moro conflict) | Asien       | Filippinerne                     | 647                     |                 | | |
| Honduranske bandekonflikt (Honduran gang crackdown) |             | Honduras                         | 504                     |                 | | |
| Kurdisk-iranske konflikt og Kurdisk–tyrkiske konflikt - Kurdisk–tyrkiske konflikt (2015–) | Asien       | Iran                             | Tyrkiet · Irak · Syrien | 409             | | Kurdisk–tyrkiske konflikt: siden 1980'erne har den militære og politiske organisation Det Kurdiske Arbejderparti (PKK), ledet af Abdullah Öcalan, kæmpet en væbnet kamp for kurdisk selvstændighed "og autonomi, en konflikt som har ført til at" mange er blevet internt fordrevet". |
| Etnisk vold i Papua | Oceanien    | Indonesien                       | 335                     |                 | | |
| Den politiske konflikt i Jamaica | Nordamerika | Jamaica                          | 332                     |                 | | |
| Islamic State insurgency in the North Caucasus | Europa      | Russland · Aserbajdsjan          | 204                     |                 | | |
| Konflikten i Papua | Oceanien    | Indonesien                       | 154                     |                 | Dødsfald totalt: 100.000–500.000. Papua er "den vestlige del af Ny Guinea". | |
| Konflikten i Libyen | Afrika      | Libyen                           | 150                     |                 | Dødsfald totalt: 30.000–43.000. Se også Borgerkrigen i Libyen (2014-2020), og Borgerkrigen i Libyen (2011) | |
| Krigen i Cabinda | Afrika      | Angola                           | 112                     |                 | Dødsfald totalt: 30.000 | |
| Narkotikakrigen i Ecuador |             | Ecuador                          | 77                      |                 | | |
| Oprøret i Sydthailand | Asien       | Thailand                         | 49                      |                 | Dødsfald totalt: 7.294 | |
| Konflikten i Peru (Peruvian conflict) | Sydamerika  | Peru                             | 43                      |                 | | |
| Undtagelsestilstanden i El Salvador (2022-) | Nordamerika | El Salvador                      | [ 6 ]                   |                 | Dødsfald totalt: | |
| Oprøret i det nordlige Tchad | Afrika      | Tchad                            | [ 6 ]                   |                 | Dødsfald totalt: 644 | |
| Islamisk terrorisme i Egypten - Oprøret i Egypten | Afrika      | Egypten                          |                         |                 | | |
| Konflikten i Niger-deltaet | Afrika      | Nigeria · Cameroun               | [ 6 ]                   |                 | Dødsfald totalt: 650 | |
| Vestsahara-konflikten | Afrika      | Marokko · SADR                   | [ 6 ]                   |                 | Dødsfald totalt: 14.000–21.000+. Se Vestsahara | |
| Konflikten på den koreanske halvø | Asia        | Nordkorea · Sydkorea             | 30                      |                 | Dødsfald totalt: 3.000.000 | |
| Oprøret til Ejército del Pueblo Paraguayo (EPP) (Insurgency in Paraguay) | Sydamerika  | Paraguay                         | [ 6 ]                   |                 | Dødsfald totalt: 111 | |
| Etnisk vold i Sydsudan - Sudanese nomadic conflicts | Afrika      | Sydsudan · Etiopien              | [ 6 ] [ 61 ]            |                 | Dødsfald totalt: 386.000–400.000+ Start af konflikt: 2011. | |
| Oprøret i Khyber Pakhtunkhwa | Asien       | Pakistan                         | [ 6 ]                   |                 | Dødsfald totalt: 45.369+. Se Khyber Pakhtunkhwa. | |
| Nagorno-Karabakh-konflikten | Asien       | Armenia · Artsakh · Aserbajdsjan | [ 6 ] [ 70 ] [ 71 ]     |                 | Dødsfald totalt: 39.000–49.000+. Den 2. Nagorno-Karabakh-krig sluttede i 2020. | |
| Darfur-konflikten | Afrika      | Sudan                            | 26                      |                 | | |
| Den nigerianske bandekonflikt | Afrika      | Nigeria                          | 40                      |                 | Dødsfald totalt: 12,000+. Start af konflikt: 2011. | |